# パリ・コミューン (フランス革命)
パリ・コミューン（フランス語: Commune de Paris）は、フランス革命のさなか、1789年から1795年まで存在したパリ政府。バスティーユ襲撃の直後、オテル・ド・ヴィル（パリ市庁舎）に設立され、フランス中央政府からの命令を断固として拒絶し、1792年の夏にコミューンは反乱者になった。
初代の市長はジャン＝シルヴァン・バイイである。しかしバイイがシャン・ド・マルス公園の暴動集会（1791年7月17日）を鎮圧するために国民軍を動員したことは不評を買い、1791年11月にペティヨン・ド・ヴィユヌーヴが役職を引き継いだ。1792年には辞退条令により立法議会に参加していないジャコバンたちがコミューンの主導権を得た。
1792年8月9日の夜に新たな革命的コミューンがオテル・ド・ヴィルを占拠した。その翌日、暴徒が王室が居住するテュイルリー宮殿を襲撃した。相次ぐ憲法上の危機の間、崩壊状態のフランス立法議会は、議会としての機能を継続することを可能にする効果的な権力を求め、コミューンに深く依存した。その全権力のコミューンは、王室を拘束してタンプルの要塞に幽閉するよう要求した。「革命の敵」のリストが作成され、都市へのゲートは封じられ、8月28日にマスケット銃の捜索という表向きの理由で市民は家宅捜索を受けた。31日の夕方までに、パリの全牢獄は一杯で溢れ、9月2日に牢獄での虐殺が始まった。
その後、1794年までにほとんどの権力を失い、1795年に総裁政府に置き換えられた。